# Willem Barents

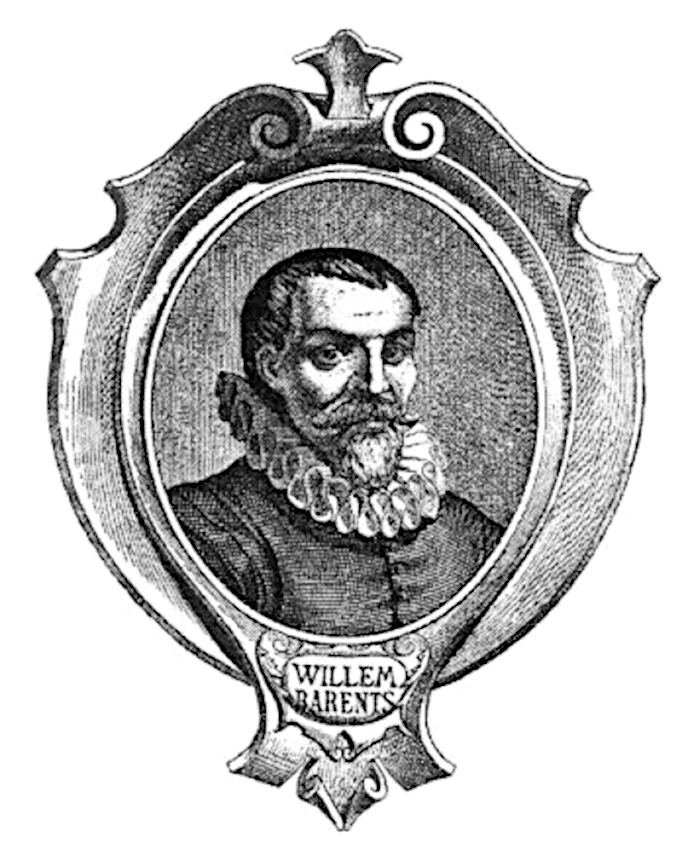
Willem Barents

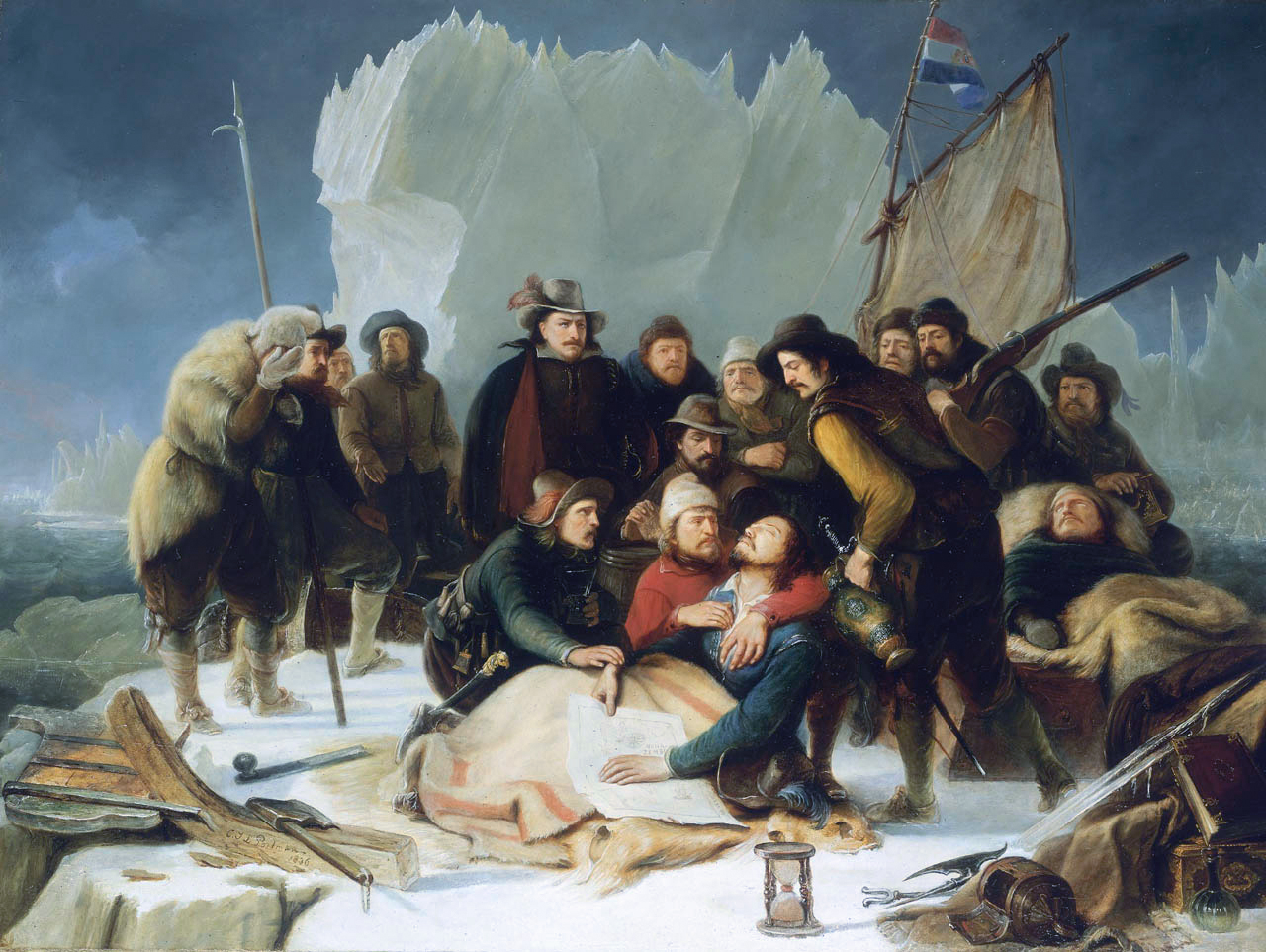
Christiaan Portman Śmierć Willema Barentsa (1836)

Willem Barents (hol. Willem Barentsz, ur. ok. 1550, zm. 20 czerwca 1597) – holenderski żeglarz i podróżnik. Od jego nazwiska pochodzi nazwa Morza Barentsa i Wyspy Barentsa.
W 1594 wyruszył z Amsterdamu na dwóch statkach. Popłynął na północny wschód, licząc, że odnajdzie morskie przejście prowadzące do Azji. Dotarł do Nowej Ziemi, lecz z powodu złych warunków atmosferycznych musiał zawrócić.
Rok później, w 1595, wyruszył z kolejną ekspedycją, w skład której wchodziło tym razem siedem statków. Drogę zagrodziły mu lody.
W czasie trzeciej ekspedycji (1596) znów miał do dyspozycji zaledwie dwa statki, pod dowództwem Jacoba van Heemskerka i Jana Corneliusa van Rijpa. Barents był głównym nawigatorem. Ekspedycja wyruszyła z Amsterdamu 10 maja 1596 i zatrzymała się na Półwyspie Kolskim, po czym skierowała się na północny zachód. 9 czerwca 1596 odkryto Wyspę Niedźwiedzią na morzu, nazwanym później Morzem Barentsa. Płynąc dalej na północ 17 czerwca wyprawa ujrzała wysokie, skaliste brzegi nieznanego dotąd lądu, którym była wyspa Spitsbergen w archipelagu Svalbardu.
Wkrótce potem statki rozdzieliły się, Rijp miał zbadać wybrzeża lądu, a Heemskerck z Barentsem skierowali się na wschód. Dotarli do Nowej Ziemi, próbując obejść ją od północy. 26 sierpnia zawinęli do Portu Lodowego na północy Nowej Ziemi, gdzie ich statek zamarzł wśród lodów. Członkowie wyprawy zbudowali prowizoryczny dom z wyrzucanego na brzeg drewna, w którym zdołali w trudnych warunkach przezimować, polując na niedźwiedzie (było to pierwsze zimowanie europejskiej wyprawy arktycznej). 13 czerwca 1597 (inne źródła – 5 maja) członkowie wyprawy wyruszyli w drogę powrotną na dwóch łodziach, gdyż statek był nadal uwięziony w lodzie zatoki. Barents jednak zmarł w drodze 20 czerwca 1597, natomiast pozostali członkowie z van Heemskerkiem dotarli na Półwysep Kolski, skąd zostali zabrani do Holandii. Prowizoryczną chatkę, którą wybudowali członkowie wyprawy, odnaleziono dopiero w 1871 roku. Cztery lata później odkryto jego pamiętnik. Losy tej wyprawy stały się podstawą filmu Nova Zembla z 2011 roku.